# Jacob de Punder

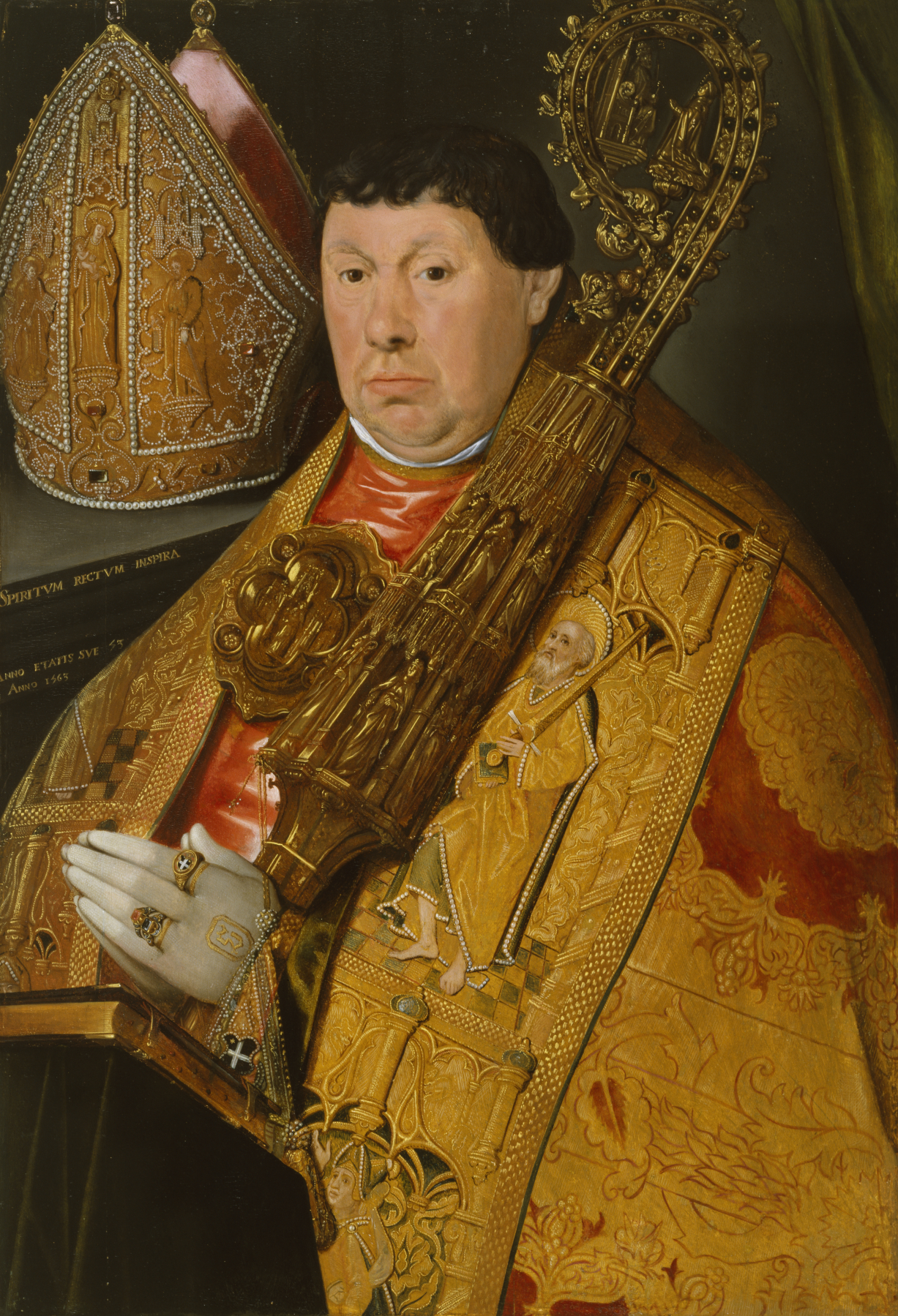
Portret van Nicholas à Spira door Jacob de Punder

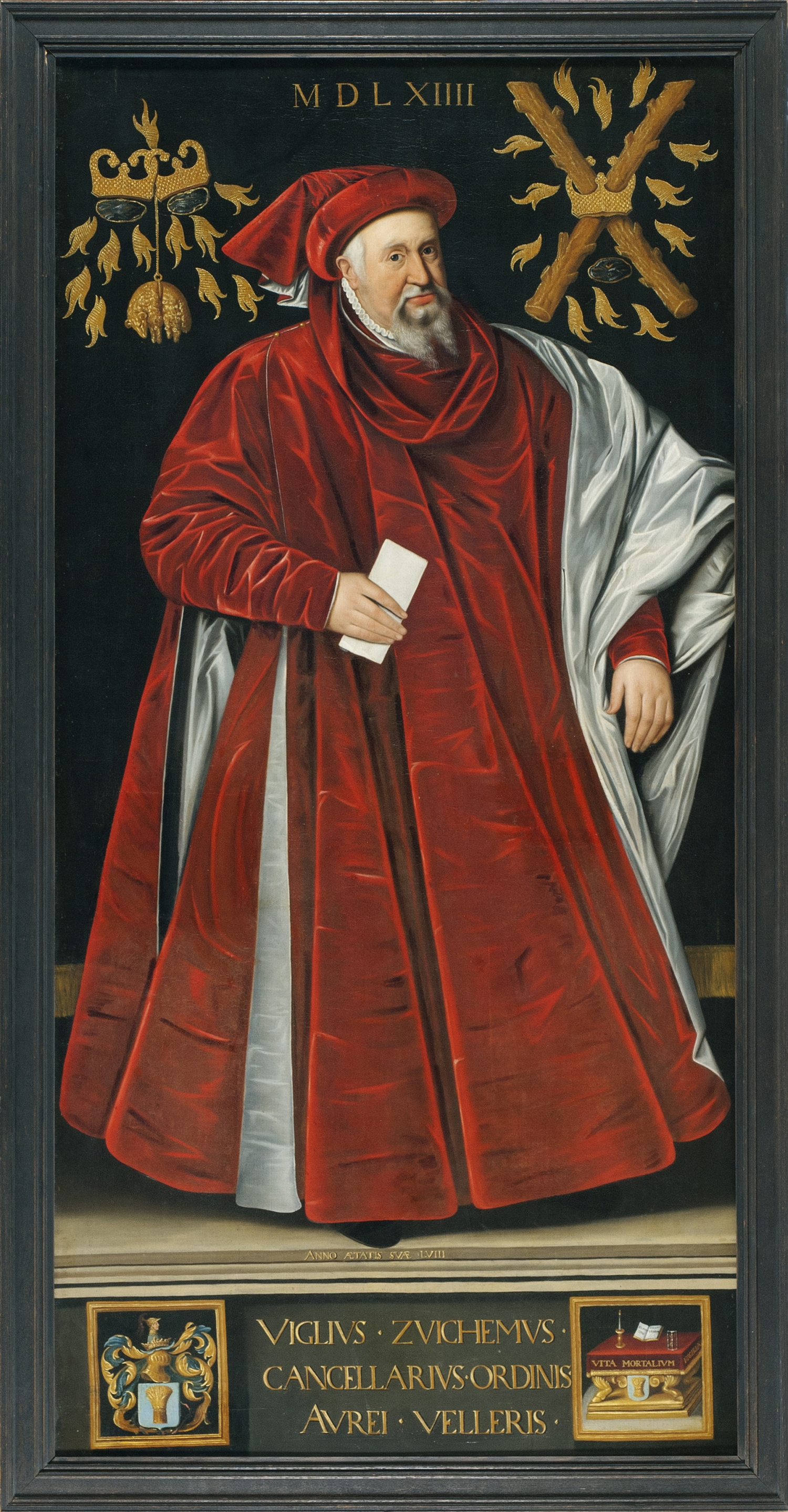
Portret van Viglius van Aytta door Jacob de Punder

Jacob de Punder (naamvarianten: Jacques de Punder, Jacques de Poindre, Jacobus de Pfunder, Jacques de Pfunder, Jacobus de Poindre, Jacobus de Punder, Jaques Pindar), (Mechelen, 1527 – ca. 1570), was een Zuid-Nederlandse renaissanceschilder, vooral bekend door zijn portretten.

## Biografie
De vroege Vlaamse biograaf Karel van Mander vermeldt in het Schilder-boeck (1604) dat De Punder een leerling was van de Mechelse schilder Marcus Willems (1527 – 1561). Willems was een volgeling geweest van Michiel Coxie, een van de toonaangevende schilders van het romanisme in Vlaanderen die had bijgedragen aan de introductie van de Italiaanse renaissance. Willems trouwde met De Punders zus Katharina.
De Punder trouwde met Barbara (Barbeel) Verhulst, de zuster van Lysbeth Verhulst, de eerste vrouw van de schilder en graveur Hubert Goltzius. De Punder en Goltzius zouden af en toe samenwerken aan opdrachten
De Punder was in 1559 de leraar van een zekere Willem de Vos in Mechelen. Hij werkte in Leipzig in 1570 voordat hij naar Denemarken ging, waar hij later overleed.

## Werken
Hoewel Van Mander De Punder beschrijft als een ervaren portretschilder. zijn er slechts drie schilderijen, alle drie portretten, die momenteel worden toegeschreven aan De Punder.
Het Walters Art Museum bezit twee van de portretten, gedateerd in 1543: een Portret van Abt Nicholas à Spira en een Portret van Sint Nicolaas. Op de rug van de panelen staan resten van een Annunciatie-scène met de engel Gabriël op het ene paneel en de Maagd op het andere. De panelen maakten oorspronkelijk deel uit van een altaarstuk met de Aankondiging die samen een eenheid vormden op de buitenkant van de vleugels als het altaarstuk was gesloten. De panelen flankeerden een verloren gegaan centraal schilderij, mogelijk een Madonna en Kind. Het altaarstuk was een opdracht van Nicholas à Spira (1510 – 1568), die de abt was van de abdij van de Norbertijnen in Grimbergen in Vlaanderen. Het was een beeltenis van de heilige bisschop Nicolaas samen met zijn naamgenoot de levende abt in vergelijkbare kerkelijke gewaden, wat de laatste een zekere waardigheid verleent. Het altaarstuk werd geplaatst in de abdij. Terwijl de abdij werd verwoest in 1566 tijdens de Beeldenstorm, is het altaarstuk behouden gebleven. Tijdens het antiklerikalisme van de jaren 1790 na de Franse Revolutie was het altaarstuk blijkbaar ontmanteld, mogelijk om de portretten te scheiden van het centrale paneel, dat zeer waarschijnlijk werd vernietigd
Het derde portret toegeschreven aan De Punder is een Portret van Viglius van Aytta, in het Fries Museum, gedateerd in 1564. Het beeldt de Nederlandse staatsman en jurist Viglius af als kanselier van de Orde van het Gulden Vlies
Een Portret van Emanuel Filibert, hertog van Savoye van Jacob de Punder (aangeduid als 'Jaques Pindar') bevond zich in de collectie van John Lumley, 1st Baron Lumley volgens de Lumley catalogus. Dit schilderij is nu spoorloos.
- Biografisch Portaal: 18517793
- Digitale Bibliotheek voor de Nederlandse Letteren: poin002
- RKD-Nederlands Instituut voor Kunstgeschiedenis: 65079
- Union List of Artist Names: 500005698
- Virtual International Authority File: 95715612